# Mikael Ishak
Mikael Ishak (ur. 31 marca 1993 w Södertälje) – szwedzki piłkarz asyryjskiego pochodzenia występujący na pozycji napastnika w Lechu Poznań, złoty medalista mistrzostw Europy U-21, olimpijczyk.

## Kariera klubowa
Grę w piłkę nożną rozpoczął w klubie Assyriska FF. W 2010 awansował do pierwszego zespołu. 21 czerwca 2010 zadebiutował w Superettan w zremisowanym 1:1 wyjazdowym meczu z Örgryte IS. W zespole Assyriski występował do końca 2011. Na początku 2012 Ishak przeszedł do 1. FC Köln za kwotę 280 tys. euro. Swój debiut zaliczył 21 stycznia 2012 w przegranym 0:1 wyjazdowym spotkaniu przeciwko VfL Wolfsburg, gdy w 85. minucie zmienił Martina Laniga. W sezonie 2011/12 spadł z Köln z Bundesligi. W 2013 Ishak został wypożyczony do szwajcarskiego FC Sankt Gallen. W Swiss Super League swój debiut zanotował 13 marca 2014 w zremisowanym 0:0 domowym spotkaniu z FC Thun. Przez pół roku rozegrał dla tego klubu 13 ligowych meczów i zdobył trzy gole.
W sierpniu 2013 Ishak został piłkarzem Parma FC, a na sezon 2013/14 wypożyczono go z niej do grającego w Serie B FC Crotone. W Crotone zadebiutował 24 sierpnia 2013 w przegranym 2:5 wyjazdowym meczu z AC Siena. W 2014 Ishak ponownie zmienił klub i podpisał kontrakt z duńskim Randers FC. W Superligaen po raz pierwszy wystąpił 8 sierpnia 2014 w wygranym 1:0 spotkaniu z FC Vestsjælland, w którym zdobył bramkę.
Zimą 2017 trafił do 1. FC Nürnberg, z którym rok później awansował do 1. Bundesligi.
W lipcu 2020 przeszedł jako wolny zawodnik do Lecha Poznań i związał się z tym klubem trzyletnią umową. W swoim pierwszym sezonie gry w Lechu został rekordzistą tego klubu w liczbie bramek zdobytych w rozgrywkach UEFA – jego dwa trafienia w pierwszym meczu ze Standardem Liège (3:1) w ramach fazy grupowej Ligi Europy 2020/21 pozwoliły mu zrównać się z dotychczasowym rekordzistą, autorem siedmiu bramek dla Lecha w europejskich pucharach Christianem Gytkjærem. W kolejnym meczu z tym belgijskim zespołem (1:2) Ishak również trafił do siatki i był to już jego ósmy gol w tych rozgrywkach. Dzięki tym ośmiu trafieniom ex aequo z Harrym Kanem z Tottenhamu został najwyżej sklasyfikowanym snajperem Ligi Europy 2020/21 (wliczając kwalifikacje).
Przed rozpoczęciem sezonu Ekstraklasy 2021/2022 ogłoszono, że Mikael Ishak będzie nowym kapitanem Lecha Poznań. 23 maja 2022 podczas organizowanej przez Ekstraklasę Gali Ekstraklasy, piłkarz został nagrodzony statuetką w kategorii napastnik sezonu 2021/22. 13 kwietnia 2024 roku Ishak został najlepszym zagranicznym strzelcem Lecha wszech czasów, odbierając tytuł Gytkjærowi po strzeleniu 66. gola w przegranym 2:1 wyjazdowym meczu z Puszczą Niepołomice. 24 maja 2025 zdobył z Lechem po raz drugi mistrzostwo Polski.

## Statystyki kariery klubowej
Stan na 29 lipca 2025
| Klub               | Sezon              | Liga                  | Liga  | Liga   | Liga   | Puchar kraju | Puchar kraju | Puchar kraju | Europa | Europa | Europa | Inne  | Inne   | Inne   | Suma  | Suma   | Suma   |
| Klub               | Sezon              | Liga                  | Mecze | Bramki | Asysty | Mecze        | Bramki       | Asysty       | Mecze  | Bramki | Asysty | Mecze | Bramki | Asysty | Mecze | Bramki | Asysty |
| ------------------ | ------------------ | --------------------- | ----- | ------ | ------ | ------------ | ------------ | ------------ | ------ | ------ | ------ | ----- | ------ | ------ | ----- | ------ | ------ |
| 1. FC Köln II      | 2012/2013          | Fußball-Regionalliga  | 4     | 2      | 2      | 0            | 0            | 0            | 0      | 0      | 0      | 0     | 0      | 0      | 4     | 2      | 2      |
| 1. FC Köln         | 2012/2013          | 2. Fußball-Bundesliga | 7     | 0      | 0      | 1            | 0            | 0            | 0      | 0      | 0      | 0     | 0      | 0      | 8     | 0      | 0      |
| 1. FC Köln         | Ogólnie            | Ogólnie               | 11    | 2      | 2      | 1            | 0            | 0            | 0      | 0      | 0      | 0     | 0      | 0      | 12    | 2      | 2      |
| FC Sankt Gallen    | 2012/2013          | Swiss Super League    | 13    | 3      | 2      | 0            | 0            | 0            | 0      | 0      | 0      | 0     | 0      | 0      | 13    | 3      | 2      |
| FC Sankt Gallen    | Ogólnie            | Ogólnie               | 13    | 3      | 2      | 0            | 0            | 0            | 0      | 0      | 0      | 0     | 0      | 0      | 13    | 3      | 2      |
| FC Crotone         | 2013/2014          | Serie B               | 24    | 4      | 1      | 0            | 0            | 0            | 0      | 0      | 0      | 0     | 0      | 0      | 24    | 4      | 1      |
| FC Crotone         | Ogólnie            | Ogólnie               | 24    | 4      | 1      | 0            | 0            | 0            | 0      | 0      | 0      | 0     | 0      | 0      | 24    | 4      | 1      |
| Randers FC         | 2014/2015          | Superligaen           | 26    | 11     | 1      | 3            | 1            | 0            | 0      | 0      | 0      | 0     | 0      | 0      | 29    | 12     | 1      |
| Randers FC         | 2015/2016          | Superligaen           | 28    | 12     | 2      | 1            | 0            | 0            | 2      | 1      | 0      | 0     | 0      | 0      | 31    | 13     | 2      |
| Randers FC         | 2016/2017          | Superligaen           | 17    | 8      | 2      | 1            | 1            | 0            | 0      | 0      | 0      | 0     | 0      | 0      | 18    | 9      | 2      |
| Randers FC         | Ogólnie            | Ogólnie               | 71    | 31     | 5      | 5            | 2            | 0            | 2      | 1      | 0      | 0     | 0      | 0      | 78    | 34     | 5      |
| 1. FC Nürnberg     | 2016/2017          | 2. Fußball-Bundesliga | 7     | 0      | 0      | 0            | 0            | 0            | 0      | 0      | 0      | 0     | 0      | 0      | 7     | 0      | 0      |
| 1. FC Nürnberg     | 2017/2018          | 2. Fußball-Bundesliga | 28    | 12     | 8      | 3            | 1            | 0            | 0      | 0      | 0      | 0     | 0      | 0      | 31    | 13     | 8      |
| 1. FC Nürnberg     | 2018/2019          | Bundesliga            | 29    | 4      | 4      | 2            | 2            | 0            | 0      | 0      | 0      | 0     | 0      | 0      | 31    | 6      | 4      |
| 1. FC Nürnberg     | 2019/2020          | 2. Fußball-Bundesliga | 13    | 1      | 0      | 2            | 0            | 0            | 0      | 0      | 0      | 0     | 0      | 0      | 15    | 1      | 0      |
| 1. FC Nürnberg     | Ogólnie            | Ogólnie               | 77    | 17     | 12     | 7            | 3            | 0            | 0      | 0      | 0      | 0     | 0      | 0      | 84    | 20     | 12     |
| Lech Poznań        | 2020/2021          | Ekstraklasa           | 22    | 12     | 1      | 1            | 0            | 0            | 10     | 8      | 0      | 0     | 0      | 0      | 33    | 20     | 1      |
| Lech Poznań        | 2021/2022          | Ekstraklasa           | 31    | 18     | 6      | 2            | 0            | 0            | 0      | 0      | 0      | 0     | 0      | 0      | 33    | 18     | 6      |
| Lech Poznań        | 2022/2023          | Ekstraklasa           | 23    | 11     | 4      | 0            | 0            | 0            | 19     | 9      | 5      | 0     | 0      | 0      | 43    | 20     | 7      |
| Lech Poznań        | 2023/2024          | Ekstraklasa           | 24    | 11     | 3      | 1            | 0            | 0            | 3      | 0      | 1      | 0     | 0      | 0      | 28    | 11     | 0      |
| Lech Poznań        | 2024/2025          | Ekstraklasa           | 32    | 21     | 5      | 0            | 0            | 0            | 0      | 0      | 0      | 0     | 0      | 0      | 32    | 21     | 5      |
| Lech Poznań        | 2025/2026          | Ekstraklasa           | 2     | 2      | 0      | 0            | 0            | 0            | 1      | 3      | 0      | 1     | 0      | 0      | 4     | 5      | 0      |
| Lech Poznań        | Ogólnie            | Ogólnie               | 134   | 75     | 19     | 4            | 0            | 0            | 33     | 20     | 6      | 1     | 0      | 0      | 170   | 95     | 19     |
| Ogólnie w karierze | Ogólnie w karierze | Ogólnie w karierze    | 330   | 132    | 41     | 17           | 5            | 0            | 35     | 21     | 6      | 1     | 0      | 0      | 381   | 153    | 41     |

## Kariera reprezentacyjna

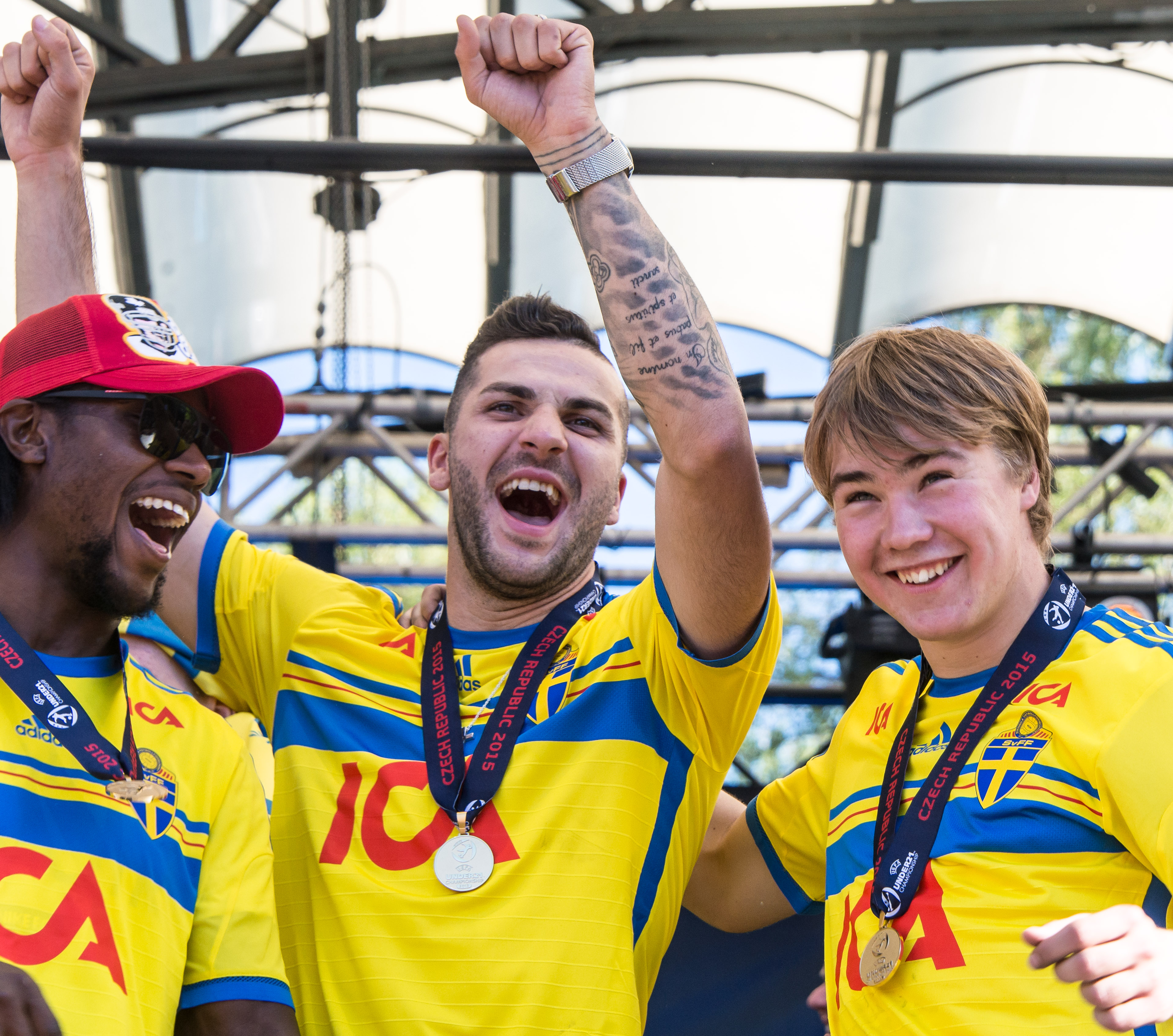
Joseph Baffo, Mikael Ishak i Simon Tibbling jako mistrzowie Europy do lat 21 (2015)

W swojej karierze Ishak występował w młodzieżowych reprezentacjach Szwecji. W 2015 wystąpił z reprezentacją U-21 w mistrzostwach Europy U-21. Szwecja wywalczyła wtedy mistrzostwo kontynentu. W seniorskiej reprezentacji Szwecji zadebiutował 15 stycznia 2015 w wygranym 2:0 towarzyskim meczu z Wybrzeżem Kości Słoniowej, rozegranym w Abu Zabi. W 82. minucie tego meczu zmienił Isaaca Thelina.
| Lp. | Data            | Miejsce                                                      | Występ | Przeciwnik | Gol na | Wynik | Rozgrywka  |
| --- | --------------- | ------------------------------------------------------------ | ------ | ---------- | ------ | ----- | ---------- |
| 1.  | 6 stycznia 2016 | Armed Forces Stadium, Abu Zabi, Zjednoczone Emiraty Arabskie | 3      | Estonia    | 1:1    | 1:1   | Towarzyski |

## Sukcesy

### Drużynowe
Szwecja U-21
- Mistrzostwa Europy U-21 Zwycięstwo: 2015

Lech Poznań
- Mistrzostwo Polski: 2021/2022, 2024/2025

### Indywidualne
Lech Poznań
- Liga Europy UEFA Król strzelców[a]: 2020/21 (8 bramek)[b]
- Napastnik sezonu podczas Gali Ekstraklasy: 2022
- Obcokrajowiec Roku w Plebiscycie Piłki Nożnej: 2022